# Хейт
Хейт (на английски: Hayt) е измислен герой, който взима участие в поредицата романи Дюн на Франк Хърбърт.
 Внимание:  Текстът по-долу разкрива сюжета на произведението (или части от него)!
Хейт е първият гола на Дънкан Айдахо, създаден от Бин Тлейлакс и обучен с уменията на ментат и зенсунска философия. На Хейт е възложена задача да унищожи Пол Атреиди, а също така е и обект на тлейлаксиански експеримент да се провери дали е възможно на голата да възвърне спомените на истинската си същност. Хейт е подарен на Пол Атреиди и когато му е заповядано да извърши действие, което да го унищожи, той започва да води силна вътрешна борба, при която си спомня за предишния си живот като Дънкан Айдахо. След като Пол тръгва в пустинята в края на Месията на Дюн, Хейт се жени за Алая Атреиди. В романа Децата на Дюн Хейт е убит от наиба на свободните Стилгар, след като го обижда с трите най-сериозни проклятия на свободните.
В компютърната игра Dune 2000, името на ментата, който дава напътствия на играча от страната на харконите, се казва Хейт.